# Gare de Tourcoing
Gare de Tourcoing – stacja kolejowa w Tourcoing, w departamencie Nord, w regionie Hauts-de-France, we Francji.
Tourcoing jest ważną stacją Société nationale des chemins de fer français (SNCF), obsługiwaną przez pociągi TGV i TER Nord-Pas-de-Calais.